# 劉黻 (明朝)
劉黻（1483年—1562年），字伯繡，號岳亭，湖廣衡州府衡陽縣人，軍籍，明朝政治人物。

## 生平
正德八年（1513年）癸酉科湖廣鄉試第二十三名舉人，十二年（1517年）中式丁丑科會試第二百六十六名，三甲第八十八名進士。戶部觀政，授行人司行人，勸諫明武宗南巡，受廷杖，改南京國子監學正。
明世宗即位後，嘉靖元年（1522年）二月授廣東道監察御史，巡按四川，修蒲江鶴山南軒書院，威望凜然，後丁父憂歸，不久以繼母病疏請終養，不再出仕，杜門卻掃，朝夕誦法，尤精於易，四十一年（1562年）卒，衡州府知府金立愛率諸生迎主祀於鄉賢。

## 著作
著有《易經卦變》、《兩州奏議》、《童訓》等。

## 家族
曾祖劉興榮；祖父劉澄；父劉松，典史。母李氏；繼母汪氏。具慶下。兄劉冕。

## 延伸阅读
[在维基数据编辑]
 《宋史·卷405》，出自脱脱《宋史》